# Květoslav Svoboda
Květoslav Svoboda (Znojmo, Checoslovaquia, 25 de agosto de 1982) es un deportista checo que compitió en natación, especialista en el estilo libre.
Ganó una medalla de plata en el Campeonato Mundial de Natación en Piscina Corta de 2002 y seis medallas en el Campeonato Europeo de Natación en Piscina Corta entre los años 2000 y 2003.

## Palmarés internacional
| Campeonato Mundial en Piscina Corta | Campeonato Mundial en Piscina Corta | Campeonato Mundial en Piscina Corta | Campeonato Mundial en Piscina Corta |
| Año                                 | Lugar                               | Medalla                             | Prueba                              |
| ----------------------------------- | ----------------------------------- | ----------------------------------- | ----------------------------------- |
| 2002                                | Moscú (Rusia)                       | Medalla de plata                    | 400 m libre                         |
| Campeonato Europeo en Piscina Corta |                                     |                                     |                                     |
| Año                                 | Lugar                               | Medalla                             | Prueba                              |
| 2000                                | Valencia (España)                   | Medalla de plata                    | 200 m libre                         |
| 2000                                | Valencia (España)                   | Medalla de bronce                   | 400 m libre                         |
| 2001                                | Amberes (Bélgica)                   | Medalla de plata                    | 200 m libre                         |
| 2002                                | Riesa (Alemania)                    | Medalla de plata                    | 200 m libre                         |
| 2003                                | Dublín (Irlanda)                    | Medalla de plata                    | 200 m libre                         |
| 2003                                | Dublín (Irlanda)                    | Medalla de bronce                   | 400 m libre                         |